# 埃科湖 (加利福尼亞州)
埃科湖（英語：Echo Lake）是位於美國加利福尼亞州埃爾多拉多縣的一個非建制地區。該地的面積和人口皆未知。

## 地理
埃科湖的座標為38°50′02″N 120°02′30″W / 38.83389°N 120.04167°W，而該地的平均海拔高度為2298米（即7539英尺）。